# 약목면
약목면(若木面)은 대한민국 경상북도 칠곡군 서부에 위치한 면이다.

## 개요
약목면은 신라 때 대목현(大木縣)이었으나, 고려 현종 9년(1018)에 약목현(若木縣)으로 개명된 것에서 비롯된다.

## 역사
- 1895년(조선 고종 32년) 음력 윤5월 1일 대구부 인동군(仁同郡)으로 개편되었다.
- 1896년(건양 원년) 8월 4일 경상북도 인동군 약목면, 기산면으로 개편되었다.
- 1914년 4월 1일 인동군이 칠곡군에 통합되어, 칠곡군 약목면으로 통합되었다.
- 1974년 11월 1일 칠곡군 약목면 동부출장소를 설치하였다.
- 1986년 2월 15일 성주군 선남면 노석리를 칠곡군 약목면에 편입되었다.
- 1986년 4월 1일 동부출장소를 기산면으로 승격하였다.

## 행정 구역
- 복성리(福星里): 행정복지센터 소재지.
- 관호리(觀湖里)
- 교리(校里)
- 남계리(南溪里)
- 덕산리(德算里)
- 동안리(東安里)
- 무림리(茂林里)

## 교육 기관
- 약목초등학교
- 관호초등학교
- 약목중학교
- 약목고등학교